# Amici Festa
Amici Festa è un album musicale pubblicato il 26 novembre 2003, contenente canzoni interpretate da alcuni dei concorrenti delle prime tre edizioni della trasmissione televisiva Amici di Maria De Filippi. Il secondo CD contiene esclusivamente brani inediti, compresa La scuola della musica, sigla del programma scritta da Gigi D'Alessio.

## Tracce

### CD 1
1. Daniele Perrino, Timothy Snell, Andrea Veschini, Leonardo Di Minno, Ettore Romano – Celebration – 4:55
2. Andrea Cardillo, Valeria Monetti – Ma dai – 3:46
3. Timothy Snell, Leonardo Di Minno – Mambo No. 5 – 3:34
4. Valeria Monetti, Monica Hill, Samantha Discolpa, Lidia Cocciolo, Marta Gerbi – Fiesta – 3:15
5. Samantha Discolpa, Lidia Cocciolo – Sei bellissima – 5:09
6. Leonardo Di Minno, Ettore Romano – Gloria – 4:15
7. Giulia, Daniele Perrino – Lontano lontano – 2:48
8. Andrea Cardillo, Valeria Monetti – Insieme a te – 3:41
9. Monica Hill, Samantha Discolpa – Il carnevale – 3:02
10. Dennis Fantina – Questa notte ricorderai – 4:08
11. Oh! Happy Day – 4:15

### CD 2
1. La scuola della musica – 3:30
2. Gianluca Merolli, Francesco Capodacqua, Valerio Di Rocco, Nicola Traversa e tutti i ragazzi – Dammi di più – 3:25
3. Valerio Di Rocco – La mia donna – 3:18
4. Gianluca Merolli, Francesco Capodacqua, Salvo Vinci, Valerio Di Rocco – Il fan – 3:03